# Gombe (Angola)
Gombe – miasto w Angoli, w prowincji Bengo.